# Wageningen (Surinam)
Wageningen – miasto w Surinamie (dystrykt Nickerie); 4100 mieszkańców (2006). Przemysł spożywczy, włókienniczy.